# Críticas al copyright

Un símbolo anti-copyright

La crítica al derecho de autor, o el movimiento anti-derecho de autor, conforma una visión discrepante del estado actual de la ley de derechos de autor o del derecho de autor como concepto. Las críticas generalmente cuestionan fundamentos filosóficos, económicos o sociales de dichas leyes y su implementación, cuyos beneficios, según afirman, no pueden justificar el costo de la restricción a la información y acceso a la cultura para la sociedad. Hay quienes creen en una actualización de las leyes en consideración del cambio tecnológico y paradigmático en torno a la acción de copia y reproducción, algunos creen en una búsqueda por el balance justo entre los derechos de autor y los derechos humanos (incluyendo el acceso a la cultura) y otros buscan la abolición del derecho de autor en sí.
La oposición a las políticas de derechos de autor suele ser una parte de las plataformas que abogan por una reforma social más amplia. Por ejemplo, Lawrence Lessig, activista del movimiento de cultura libre y fundador de Creative Commons, aboga por flexibilizar la legislación sobre derechos de autor para contemplar el intercambio de información o abordar el problema de las obras huérfanas, y, por su parte, el Partido Pirata Sueco ha abogado por limitar los derechos de autor a un plazo de cinco años.

## Argumentos económicos

### No escasez
Se argumenta que los derechos de autor son inválidos porque, a diferencia de la propiedad física, las obras bajo derechos de autor no se rigen bajo los mismos principios y no son escasas, por lo que se consideran bienes no rivales. Este argumento sostiene que la infracción de los derechos de autor, a diferencia del robo, no priva a la víctima del objeto original.

### Pérdidas económicas
Los críticos sostienen que no está claro si las leyes de derechos de autor son económicamente estimulantes para la mayoría de los autores, y es poco común que se evalúen con base en estudios empíricos de sus impactos, generalmente, los grandes grupos editoriales y los beneficiados por una estricta regulación de derechos de autor reportan el total de descargas ilícitas de sus obras argumentandolas como ventas perdidas, lo que genera confusión y una distorsión sobre las reales pérdidas económicas.

## Problemas derivados del avance tecnológico

El símbolo de Kopimi, una iniciativa contra los derechos de autor desarrollada por Piratbyrån, una organización sueca que se opone activamente a las leyes y prácticas modernas de derechos de autor, y los operadores anteriores del rastreador BitTorrent de The Pirate Bay, antes de que se escindiera como una organización independiente.

Uno de los fundadores de Piratbyrån, Rasmus Fleischer, argumenta que la legislación sobre derechos de autor parece simplemente incapaz de adaptarse a Internet y, por lo tanto, está obsoleta. Argumenta que Internet, y en particular la Web 2.0, han generado la incertidumbre sobre la propia idea del "robo", y que, en cambio, los modelos de negocio deben adaptarse a la realidad de la Darknet. Argumenta que, en un intento por controlar la Web 2.0, la legislación sobre derechos de autor en el siglo XXI se preocupa cada vez más por criminalizar tecnologías enteras, lo que ha provocado recientes ataques a diferentes tipos de motores de búsqueda, simplemente porque proporcionan enlaces a archivos que podrían estar sujetos a derechos de autor. Fleischer señala que Google, aunque aún no ha sido ampliamente cuestionado, opera en una zona gris en materia de derechos de autor (por ejemplo, el modelo de negocio de Google Books consiste en mostrar millones de páginas de libros con y sin derechos de autor como parte de un plan de negocios que obtiene sus ingresos de la publicidad). Por el contrario, otros han señalado que Google Books bloquea grandes secciones de esos mismos libros, y dicen que eso no perjudica los intereses legítimos de los titulares de derechos.
Entre las preocupaciones sobre la relación entre la copia en entornos digitales y los derechos de autor también se plantea la idea de que, en el campo informático y como base técnica fundamental del internet, todo contenido, ya sea una pieza de software, una página en internet o una imagen, son esencialmente copias, por lo que habría que repensar el modelo del derecho de autor para involucrar y actualizar sus límites en concordancia con las nuevas tecnologías y la, cada vez mayor, capacidad de copia que esta le aporta a la sociedad.

## Argumentos culturales

### Libertad de conocimiento

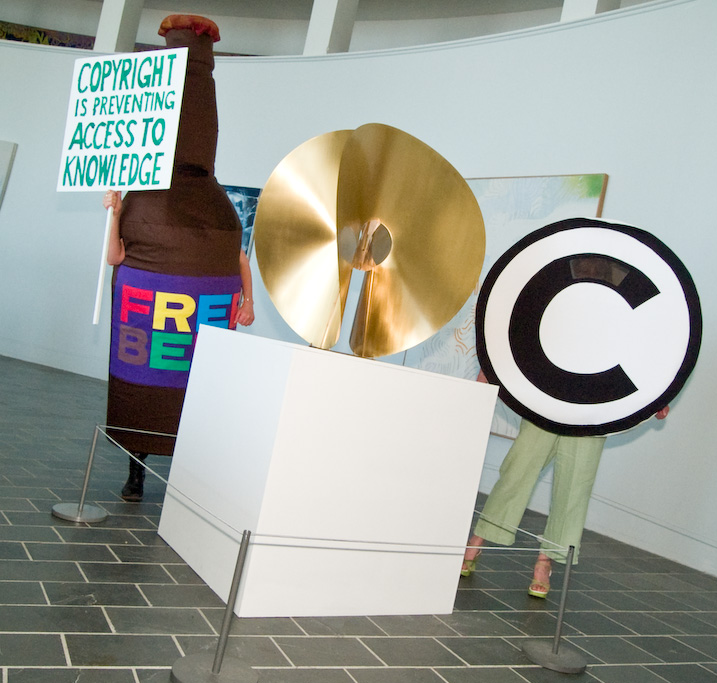
Manifestante de "Cerveza gratis" apoyando la idea de la "libertad del conocimiento": "Los derechos de autor impiden el acceso al conocimiento" (2007).

Grupos activistas presentan argumentos contra los derechos de autor absolutos en nombre de la libertad de conocimiento y argumentan que el conocimiento debe ser compartido solidariamente para el beneficio común de la sociedad y la cultura. Estando estos contemplados en el Pacto Internacional de Derechos Económicos, Sociales y Culturales, estos grupos perciben la libertad del acceso a la información y la cultura como derechos fundamentales para la realización del derecho a la educación y la participación plena en la cultura, derechos humanos reconocidos internacionalmente, así como el derecho a una cultura libre y el derecho a la libre comunicación. Argumentan que la legislación actual sobre derechos de autor obstaculiza la realización de estos derechos en las sociedades del conocimiento actuales, que dependen de los nuevos medios tecnológicos de comunicación, y consideran que la legislación sobre derechos de autor impide o ralentiza el progreso humano.

### Autoría y creatividad
Lawrence Liang, fundador del Foro de Derecho Alternativo, argumenta que el derecho de autor actual se basa en una definición axiomática demasiado restringida de "autor", que se asume clara e indiscutible. Liang observa que el concepto de autoría se asume en un sentido universal en todas las culturas y a lo largo del tiempo, mientras que Liang argumenta que la noción del autor como un ser único y trascendente, con una originalidad proveniente del espíritu, se construyó más ampliamente en Europa después de la Revolución Industrial en un paradigma de expansión de los bienes producidos en masa con el objetivo de distinguir la personalidad propia del autor de estos bienes. De esta manera, las obras creadas por "autores" se concibieron como originales y correspondieron con la doctrina de propiedad prevalente en el momento.
En esta linea, Liang argumenta que el concepto de "autor" se vincula a la noción de los derechos de autor y surgió para definir una nueva relación de la sociedad con el conocimiento: la forma en que la sociedad percibe al conocimiento como propiedad monopolizable. De esta manera, el concepto del autor como creador primario y original naturalizó un proceso particular de producción de conocimiento con énfasis en la propiedad individual prevaleciente sobre el concepto de "conocimiento comunitario". Partiendo del concepto de autor, sus derechos se basan en la suposición de que, sin un régimen de derechos de propiedad intelectual, los autores no tendrían un incentivo real de producción, y que los artistas no podrían producir nuevas obras sin un incentivo económico. Liang, por su parte, cuestiona esta lógica, argumentando que "muchos autores con pocas esperanzas de encontrar un mercado para sus publicaciones, y cuyos derechos de autor, en consecuencia, serían prácticamente inservibles, han seguido escribiendo en el pasado y en el presente"  y señala que las personas producen obras puramente para su satisfacción personal, o incluso para obtener el respeto y el reconocimiento de sus pares. Liang argumenta que el siglo XIX presenció la prolífica autoría de obras literarias en ausencia de derechos de autor significativos que "beneficiaran al autor" económicamente. De hecho, agrega Liang, que la protección de los derechos de autor beneficia mayormente al editor y a los grupos editoriales y rara vez al autor.

### Preservación de obras culturales
El Centro para el Estudio del Dominio Público ha expresado su preocupación por cómo los prolongados y cada vez más extendidos plazos de los derechos de autor en Estados Unidos han provocado la destrucción de películas históricas y obras culturales protegidas por el derecho de autor por desintegración antes de su digitalización. El centro describió los plazos de los derechos de autor como "absurdamente largos", lo que supone un mínimo beneficio económico para los titulares de los derechos e impide que se preserven debidamente los objetos del acervo cultural. La directora Jennifer Jenkins ha declarado que, para cuando los objetos entran en el dominio público en Estados Unidos después de 95 años, muchas obras de gran importancia cultural, como películas antiguas y grabaciones sonoras, ya se han perdido como consecuencia de los largos plazos de los derechos de autor y la limitación a su preservación.

## Conflictos éticos
En el marco del copyright actual se presentan varias cuestiones éticas

### Censura
Los críticos de los derechos de autor argumentan que se ha abusado de ellos para reprimir la libertad de expresión  así como la competencia comercial, la investigación en el ámbito académico  y la expresión artística. De esta manera, la legislación sobre derechos de autor, como la DMCA, ha permitido a los titulares de obras protegidas a "censurar debates académicos y las críticas en línea".

### Argumentos filosóficos
Selmer Bringsjord argumenta que todas las formas de ejercer la copia son moralmente permisibles (sin uso comercial), porque habiendo algunas formas de copia que son permisibles, no puede haber una distinción lógica definida entre las distintas formas de ejercer la copia. 
Edwin Hettinger sostiene que los argumentos desde el punto de los derechos naturales a favor de la propiedad intelectual son pobres y que la tradición filosófica que justifica la propiedad no puede guiarnos a pensar en ella en los mismos términos.   Shelly Warwick cree que la legislación sobre derechos de autor actual, tal como está constituida, no parece tener una base ética consistente. 

## Organizaciones y académicos

### Grupos que abogan por la abolición de los derechos de autor

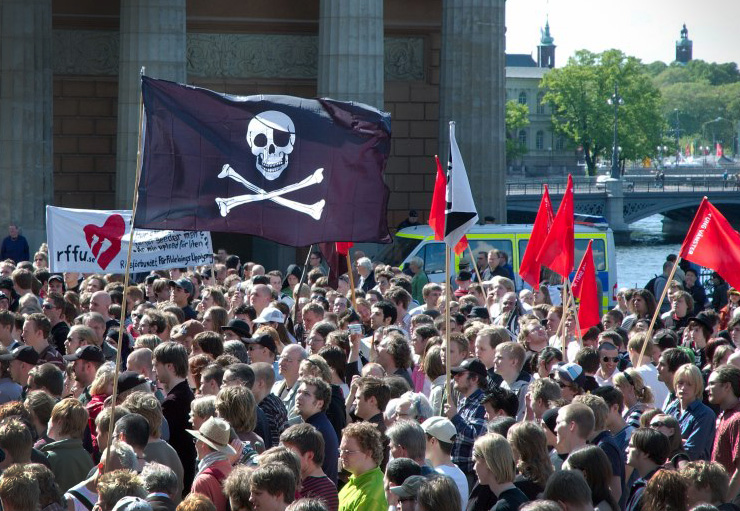
Manifestación en Suecia en apoyo al intercambio de archivos, 2006

El Cine Pirata y grupos como la Liga de Nobles Pares han presentado opiniones más radicales, oponiéndose totalmente al derecho de autor en sí. Recientemente han surgido varios grupos en contra del derecho de autor en el debate sobre el intercambio de archivos entre pares en linea, la libertad digital y la libertad de información ; entre ellos, la Asociación de Audionautas   y la Iglesia Kopimista de Nueva Zelanda.
En el año 2003, Eben Moglen, profesor de Derecho en la Universidad de Columbia, publicó The dotCommunist Manifesto, reinterpretando el Manifiesto Comunista de Karl Marx a la luz del avance y cambios de la tecnología informática e Internet, donde gran parte del contenido reinterpretado analizaba la legislación sobre derechos de autor y privilegios desde un punto de vista marxista.
Los recientes desarrollos relacionados a BitTorrent y la compartición de archivos peer-to-peer han sido mencionados por comentaristas de los medios como "guerras del copyright", con The Pirate Bay siendo referenciado como "el miembro más visible de un creciente movimiento anti copyright o pro piratería..." (término criminalizador de la actividad de compartir en linea). Una pública instancia de esto en la forma de una infracción del derecho de autor a gran escala ocurrió el 24 de febrero de 2004, en un evento llamado el Martes Gris. Activistas violaron intencionalmente el copyright de la discográfica británica EMI, con el álbum blanco de The Beatles, distribuyendo los archivos MP3 de un album mashup llamado el álbum gris, en un intento de atraer la atención publica a la discusión de la reforma de los derechos de autor. Se reporta una participación de más de 400 sitios web en los que 170 de ellos alojaron el album, comentando la necesidad prioritaria de la revisión de las leyes de derecho de autor para permitir el sampleo a través de políticas de uso justo que permitan el uso de material protegido por el derecho de autor, o proponiendo un sistema de compensación justa para habilitar la creación de sampleo.

### Grupos que abogan por cambios en la ley de derechos de autor
El grupo francés Association des Audionautes no sostienen una postura en contra del derecho de autor en sí, ellos proponen una reforma sistémica para el ejercicio del derecho de autor y la compensación. Aziz Ridouan, cofundador de la asociación, propone que Francia legalice el intercambio entre pares en la red y compense a los artistas mediante un recargo en las tarifas de los proveedores de servicios de internet. La revista Wired reportó que las grandes empresas discográficas han equiparado la propuesta de Ridouan con la legitimación de la "piratería". En enero de 2008, siete miembros del parlamento sueco del Partido Moderado (parte de la coalición gobernante) escribieron un artículo en un tabloide sueco pidiendo la despenalización total del intercambio de archivos ; escribieron: «Despenalizar todo intercambio de archivos no comercial y obligar al mercado a adaptarse no solo es la solución óptima; es la única solución, a menos que queramos un control cada vez más amplio de lo que los ciudadanos hacen en internet».
En junio de 2015, un artículo de la OMPI: "La cultura del remix y la creatividad novata: Un dilema de copyright", reconocía la "era del remix" y la necesidad de una reforma del derecho de autor referido a las recientes interpretaciones de la ley estadounidense sobre el uso justo y el acta de modernización del Copyright Canadiense.

### Grupos que abogan por el uso de la legislación vigente sobre derechos de autor
Entre los grupos que argumentan la utilización de el marco legal actual del derecho de autor con licencias especiales para alcanzar sus objetivos incluyen el movimiento copyleft y Creative Commons. Si bien Creative Commons no se oponen de manera total al copyright, sostiene el uso de licencias de derecho de autor más flexibles y abiertas dentro del marco legal vigente. Creative Commons toma la postura de que hay una demanda no cubierta de flexibilidad que permite al propietario del monopolio de una obra a publicar una obra con una selecta batería de derehos reservados, entre los que está la opción de elegir ningún derecho reservado (como lo habilita la licencia CC0). Según ellos, mucha gente percibe que las licencias que actúan por defecto sobre las obras en el derecho de autor no les permite alcanzar la exposición amplia que desean. Creative Commons argumenta que sus licencias permiten a emprendedores y artistas a emplear modelos de negocio innovadores en contraste al monopolio total del derecho de autor para asegurar un retorno de sus inversiones creativas.

### Eruditos y comentaristas
Entre académicos e investigadores sonados que han discutido este tema se incluyen Lawrence Liang, Jorge Cortell, Rasmus Fleischer, Stephan Kinsella y Siva Vaidhyanathan .
Los anarquistas tradicionales, como León Tolstoi, han expresado su rechazo de los derechos de autor. 